# Isaac Albéniz

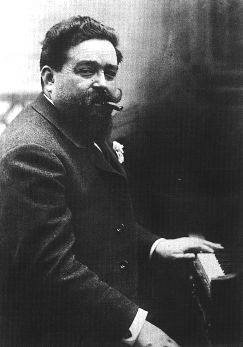
Isaac Albéniz

Isaac Manuel Francisco Albéniz (Camprodón, 29 mei 1860 — Cambo-les-Bains, 18 mei 1909) was een Spaans pianist en componist.

## Levensloop
Albéniz werd geboren in Camprodón in Catalonië. Hij was een muzikaal wonderkind. Als zesjarige kreeg hij in Parijs pianoles van Antoine François Marmontel. Daarna studeerde hij aan het conservatorium van Madrid en gaf concerten totdat hij vijftien werd. Na twee maanden studie in Leipzig in 1876 kreeg hij een koninklijke beurs om naar het Koninklijk Conservatorium Brussel te gaan. Hij studeerde compositie bij François-Auguste Gevaert en piano bij Louis Brassin) In 1879 behaalde hij de eerste prijs voor piano en maakte een geslaagde concertreis door Europa. Hij wilde bij Liszt gaan studeren en maakte een vergeefse reis naar Boedapest, want Liszt was in Weimar.

### Verdere ontwikkeling
In 1883 vestigde hij zich in Barcelona. Hij besloot onder invloed van de musicoloog Felipe Pedrell voortaan "Spaanse muziek" te schrijven. In 1886 componeerde hij Estudio de concierto op. 40 en Concierto fantástico op. 78 nog in de stijl van Liszt en Chopin, maar Suite Española op. 47 en Rapsodie Española voor piano en orkest op. 70 zijn al typisch Spaans.
Van 1890 tot 1893 werkte Albéniz te Londen, onder meer als dirigent in het Prince of Wales Theatre. Hij leerde er de welgestelde amateur-librettist Francis Money-Coutts kennen, die hem een contract aanbood om zijn teksten op muziek te zetten. De samenwerking verliep niet vlot en er werden tot 1905 slechts drie opera's en enkele liederen voltooid. Pepita Jiménez kende ook buiten Spanje succes, Merlín, het eerste deel van een niet voltooide Koning Arthur-trilogie, werd pas in 2001 opgenomen en in 2003 opgevoerd.
Tijdens het componeren van de opera's woonde Albéniz in Parijs. Hij leerde er Gabriel Fauré, Ernest Chausson, Paul Dukas en Vincent d'Indy kennen en gaf in 1897 een cursus aan de Schola Cantorum de Paris.
Na 1900 kreeg Albéniz klachten van de nierziekte die tot zijn dood zou leiden. Hij schreef nu alleen nog voor piano. Van 1906 tot 1909 werkte hij aan zijn zwanenzang Iberia, vier bundels van drie impressies die een synthese zijn van de pianotechniek van Liszt, het impressionisme en de Andalusische volksmuziek. Voorafgaand aan dit magnum opus voltooide Albéniz 1890 de Suite España. Deze suite bevat nog niet de sterke samenhang tussen de delen zoals in Iberia, maar lijkt de opmaat te zijn tot dit werk. Vormt Iberia een reis langs steden en delen van Spanje, Suite España is een reis langs diverse muziek- en dansvormen.

### Persoonlijke situatie
Albéniz trouwde in 1883 in Barcelona met zijn studente Rosina Jordana. Het paar kreeg drie kinderen die de volwassen leeftijd behaalden: Alfonso Albéniz Jordana (1886), Enriqueta Albéniz Jordana (1889) en Laura Albéniz Jordana (1890). Drie andere kinderen stierven op jonge leeftijd. De in 1957 geboren Cécilia Attias, van 1996 tot 2007 echtgenote van de toenmalige Franse president Nicolas Sarkozy, is een achterkleindochter van Albéniz.